# Papa, maman, ma femme et moi
Série
Papa, Maman, la Bonne et moi
(1954)
Pour plus de détails, voir Fiche technique et Distribution.
Papa, maman, ma femme et moi est un film français réalisé par Jean-Paul Le Chanois et sorti en 1956.
Ce film est la suite de Papa, maman, la bonne et moi, déjà réalisé par le même metteur en scène en 1954.

## Résumé
Au retour de leur voyage de noces, Robert et Catherine habitent avec les parents de Robert : Gabrielle et Fernand. L'euphorie du début fait bientôt place à une atmosphère tendue, aggravée par l'arrivée des premiers jumeaux, l'exiguïté des lieux et les dures réalités de la vie quotidienne. Pourtant la grande affection qui lie les membres de la famille leur permet de faire face à d'autres problèmes : arrivée d'autres jumeaux, mise à la retraite de Fernand qui se fait escroquer par un agent immobilier, difficulté de se faire une clientèle pour Robert, jeune avocat.

## Fiche technique
- Titre : Papa, maman, ma femme et moi
- Réalisation : Jean-Paul Le Chanois
- Scénario, adaptation : Marcel Aymé, Pierre Véry, Jean-Paul Le Chanois
- Dialogues : Jean-Paul Le Chanois
- Assistants réalisateurs : Brigitte Dubois, Maud Linder
- Photographie : Marc Fossard
- Opérateur : Paul Rodier, assisté de René Schneider et Clovis Terry
- Musique : Georges Van Parys (Éditions Enoch et Cie - Fortin)
- Décors : Robert Clavel, assisté d'Henri Morin
- Montage : Emma Le Chanois, assistée de Jacqueline Aubery
- Son : René Sarazin, assisté de Guy Chichignoud et Louis Julien
- Maquillage : Louis Bonnemaison
- Photographe de plateau : Walter Limot et Léo Mirkine
- Script-girl : Sophie Becker
- Régisseur général : André Rameau, Margot Capelier
- Régisseur ensemblier : Gabriel Béchir
- Accessoiriste : Maurice Terrasse
- Chef de production : Jules Borkon
- Directeur de production : Jean Desmouceaux
- Directeur général production : Pierre Laurent
- Pays d'origine :  France
- Sociétés de production : Lambor Films, Champs-Élysées Production, Cocinor
- Distribution : Cocinor
- Tournage du 1er juin au 29 juillet 1955 dans les studios de Neuilly
- Format : Noir et blanc — 35 mm — son monophonique
- Tirage : Laboratoire Franay - L.T.C Saint-Cloud (Hauts-de-Seine)
- Durée : 105 minutes
- Genre : comédie
- Date de sortie :
  - France - 6 janvier 1956
- Affiches : Guy-Gérard Noël, René Péron (France)